# Surcouf (1929)
Surcouf (N N 3) byla diesel-elektrická křižníková ponorka francouzského námořnictva. Jejím hlavním posláním bylo ničení obchodních lodí protivníka. Ve své době to byla největší a nejsilněji vyzbrojená ponorka na světě. Ve službě byla v letech 1934–1942. Ponorka se zapojila do druhé světové války. Po pádu Francie roku 1940 byla zajata Brity a předána silám Svobodné Francie. Roku 1942 se potopila po kolizi s nákladní lodí. Surcouf byla poslední postavená velká ponorka se silnou dělostřeleckou výzbrojí. Její koncepce se ukázala být slepou uličkou a po většinu služby se pro ni hledalo vhodné využití.

## Stavba

Vzhled ponorky Surcouf v roce 1938

Ponorka Surcouf zapadala do trendu vývoje velkých ponorek s s dlouhým dosahem a silnou dělostřeleckou výzbrojí, která byla ve 20. letech 20. století jedinou alternativou torpéd. Patřily mezi ně například britské ponorky tříd K, M a X1, americká třída Narwhal a japonská třída B1 (jinak též třída I-15). Francouzské námořnictvo navíc mohlo využít zkušenosti z provozu prvoválečné německé křižníkové ponorky Halbronn (ex SM U 139), kterou získalo v rámci reparací. Ponorka byla vyvinuta na základě stavebního programu z roku 1926. Postavila ji loděnice Arsenal de Cherbourg v Cherbourgu. Stavba byla zahájena v prosinci 1927, na vodu byla spuštěna 18. října 1929 a uvedena do služby v květnu 1934.

## Konstrukce

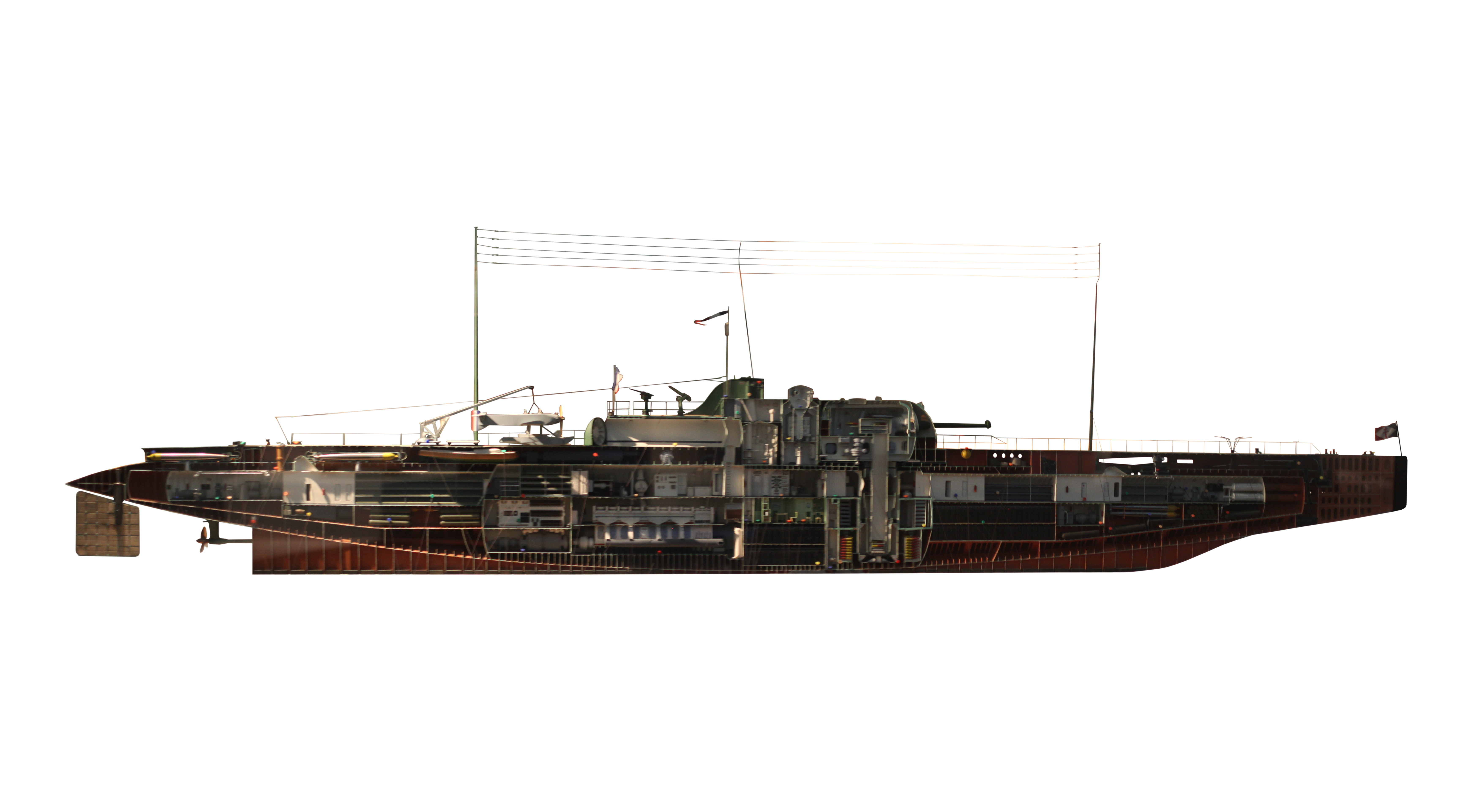
Model ponorky Surcouf

Hlavní výzbrojí představovaly dva 203mm kanóny v mohutné vodotěsné dělové věži před velitelskou věží. Samotné hlavně byly opatřeny vodotěsnými poklopy, přičemž střelbu mohla ponorka zahájit 3,5 minuty po vynoření. Kanóny měly dostřel 26 km. K zaměřování kanónů do vzdálenosti 16 km sloužil čtyřmetrový dálkoměr, na větší vzdálenosti palbu řídil palubní pozorovací letoun. Neseno pro ně bylo 600 nábojů. Náboje a prachové náplně byly uskladněny odděleně pod věží a z muničních skladů byly do věže přepravovány jedním výtahem.
Lehkou výzbroj tvořily dva protiletadlové 37mm kanóny na střeše hangáru a čtyři 13,2mm kulomety Hotchkiss. Ponorka rovněž nesla celkem šest 550mm torpédometů a čtyři 400mm torpédomety. Čtyři 550mm torpédomety byly uloženy v přídi. Na zádi byly ještě dva trojhlavňové torpédomety, umístěné externě na otočných lafetách a šlo je využít pouze při plavbě na hladině. Každý se skládal z jednoho 550mm a dvou 400mm torpédometů. Celkem bylo neseno čtrnáct 550mm a osm 400mm torpéd.
Speciálně pro ponorku Surcouf byl vyvinut malý průzkumný a pozorovací hydroplán Besson MB.411, který byl na palubě uložen ve vodotěsném hangáru pod věží. Jeho složení trvalo 10 minut. Letoun se pravděpodobně zcela neosvědčil a za války nebyl využíván a hangár sloužil pro uložení zásob. Málo známým faktem je, že francouzský konstruktér René Dorand pro ponorku Surcouf vyvíjel malý vrtulník Dorand G.20. Práce však byly zastaveny po porážce Francie roku 1940. Uvnitř ponorky se rovněž nacházel prostor pro 40 zajatců.
Pohonný systém tvořily dva diesely Sulzer o výkonu 7600 hp a dva elektromotory o výkonu 3400 hp, pohánějící dva lodní šrouby. Nejvyšší rychlost na hladině dosahovala 18,5 uzlu a pod hladinou 10 uzlů. Dosah byl 10 000 námořních mil při rychlosti 10 uzlů na hladině a 70 námořních mil při rychlosti 4,5 uzlu pod hladinou. Operační hloubka ponoru až 80 metrů.

## Služba

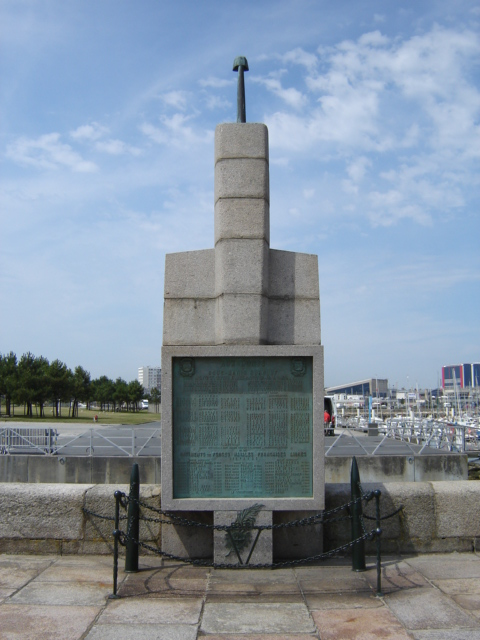
Památník zemřelým z ponorky Surcouf v Cherbourgu

Ponorka byla bojově nasazena za druhé světové války. Využívána byla především jako doprovodné plavidlo. Nejprve operovala v Karibiku a na západním pobřeží Afriky. V době německé invaze do Francie procházela opravami v loděnici v Brestu, odkud po pádu Francie unikla do Plymouthu. Musela přitom plout na hladině na jeden motor. Dne 3. července 1940 ponorku obsadilo britské námořnictvo, přičemž zemřel jeden francouzský námořní důstojník a tři britští námořníci. V září 1940 byla opravená ponorka předána silám Svobodné Francie. Zpočátku operovala v Karibiku a Gaullistické síly ji nasadily při obsazení ostrovů Saint Pierre a Miquelon. Následně byla převelena k ochraně francouzských držav v Pacifiku. Dne 2. února 1942 vyplula z Halifaxu míříc do Panamského průplavu. Dne 18. února 1942 se ponorka Surcouf potopila v Mexickém zálivu po kolizi s americkou nákladní lodí SS Thomas Lykes. Zemřela celá posádka.